# Cerro Tanaro
Cerro Tanaro ist eine Gemeinde in der italienischen Provinz Asti (AT), Region Piemont.

## Lage und Einwohner
Cerro Tanaro liegt knapp 15 km östlich von der Provinzhauptstadt Asti entfernt. Das Gemeindegebiet umfasst eine Fläche von vier km² und hat 586 Einwohner (Stand 31. Dezember 2023). Die Nachbargemeinden sind Castello di Annone, Masio, Quattordio und Rocchetta Tanaro.
Cerro Tanaro verfügt zusammen mit der Nachbargemeinde Rocchetta Tanaro über einen Bahnhof an der Strecke Turin-Genua. Er wird von Regionalzügen angefahren.

## Kulinarische Spezialitäten
In Cerro Tanaro werden auch Reben der Sorte Barbera für den Barbera d’Asti, einen Rotwein mit DOCG Status angebaut.